# Chris Löwe
Chris Löwe (* 16. April 1989 in Plauen) ist ein ehemaliger deutscher Fußballspieler. Er spielte auf der linken Außenbahn und stand zuletzt beim Chemnitzer FC unter Vertrag.

## Karriere
Chris Löwe begann seine Karriere beim 1. FC Wacker Plauen, bei dem auch sein Vater Jörg spielte, ehe er 2002 in die Jugendabteilung des Chemnitzer FC wechselte. Dort war er vor allem in der A-Jugend erfolgreich. Er wurde mit seinem Team 2006 Meister in der A-Jugend Regionalliga Staffel Nordost und stieg in die A-Junioren-Bundesliga auf. Ein weiterer Erfolg war der Einzug ins Halbfinale des DFB-Junioren-Vereinspokal 2006/07, in dem man aber gegen den VfL Wolfsburg mit 0:3 verlor. Löwe spielte auch in sämtlichen Jugend-Auswahlmannschaften Sachsens. Zur Saison 2007/08 wurde Löwe in den Profikader hochgezogen und absolvierte in der Fußball-Oberliga Nordost am 25. August 2007 (3. Spieltag) gegen den SSV Markranstädt sein erstes Spiel in der Oberliga, als er in der 83. Minute für Marcel Schlosser eingewechselt wurde. Am 6. Spieltag kam er gegen den VFC Plauen ein zweites Mal zum Einsatz, dies blieben allerdings die einzigen beiden Kurzeinsätze in der Saison 2007/08.
In der folgenden Saison spielte der Chemnitzer FC in der Regionalliga Nord; dort kam Löwe öfter zum Einsatz. Am 22. April 2009 erzielte er beim 3:0-Auswärtssieg bei Türkiyemspor Berlin mit dem Tor zum Endstand in der 89. Minute seinen ersten Treffer als Profi. In der Saison 2009/10 etablierte er sich als Stammspieler im Mittelfeld und absolvierte alle 34 Ligaspiele (vier Tore). Zudem qualifizierte er sich mit seiner Mannschaft durch einen 3:2-Erfolg im Finale des Sachsenpokals gegen den höherklassigen Klub FC Erzgebirge Aue für den DFB-Pokal 2010/11. Löwe stieg am Saisonende mit dem CFC mit 82 Punkten aus 34 Spielen in die 3. Liga auf.
Zur Saison 2011/12 wechselte Löwe zum damaligen deutschen Meister Borussia Dortmund. Er unterschrieb einen bis zum Jahr 2015 gültigen Vierjahresvertrag. Sein erstes Spiel für den BVB bestritt er am 4. Juli 2011 beim 7:0-Sieg gegen eine Auswahlmannschaft des Hochsauerlandkreises. Bei seinem ersten Pflichtspieleinsatz im DFL-Supercup gegen den FC Schalke 04 spielte er von Beginn an auf der linken Abwehrseite, bis er in der 77. Minute für Moritz Leitner ausgewechselt wurde. Sein Bundesligadebüt gab Löwe zum Auftakt der Saison 2011/12 am 5. August 2011 beim 3:1-Sieg im Heimspiel gegen den Hamburger SV, als er als linker Außenverteidiger in der Startaufstellung stand und in der 75. Minute für Ivan Perišić ausgewechselt wurde. Am Ende der Saison 2011/12 wurde er mit Borussia Dortmund zum ersten Mal in seiner Karriere Deutscher Meister.
Im Januar 2013 wechselte er zum 1. FC Kaiserslautern. Er debütierte am 20. Spieltag beim 1:0-Auswärtssieg gegen den TSV 1860 München in der Startaufstellung. Als Stammverteidiger absolvierte Löwe für die Pfälzer 99 Zweitligaspiele, in denen ihm vier Tore sowie 17 Assists gelangen. Im Frühjahr 2013 scheiterte er mit dem FCK in der Relegation am Erstligaaufstieg, der auch in den beiden folgenden Spielzeiten relativ knapp verpasst wurde. Zur Saison 2015/16 wurde der für seinen Einsatzwillen geschätzte Löwe zum Mannschaftskapitän ernannt, verlor diese Rolle aber in der Hinrunde nach zwischenzeitlichen Unstimmigkeiten mit den Fans und dem Trainerwechsel von Kosta Runjaic zu Konrad Fünfstück wieder.

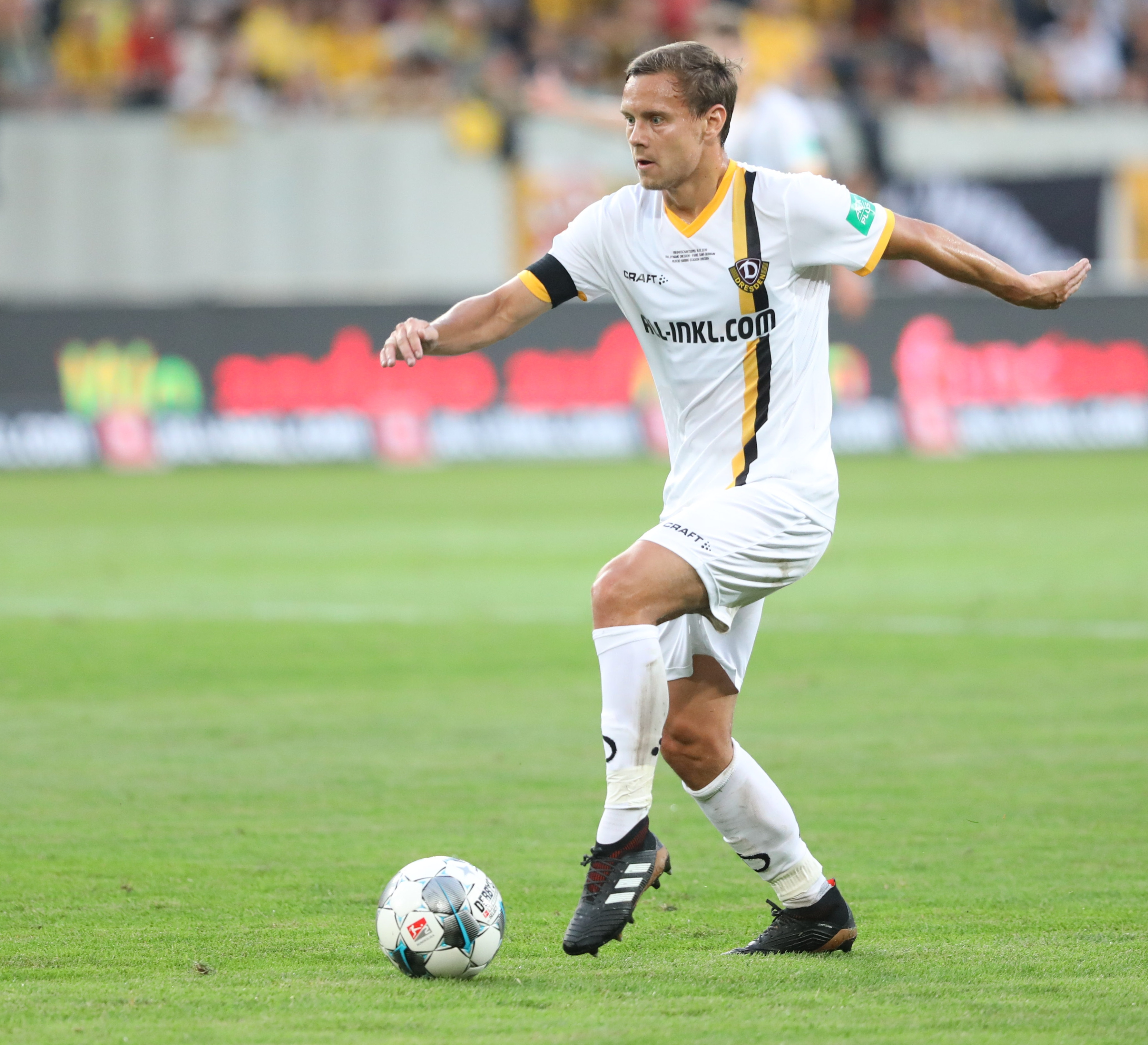
Chris Löwe im Trikot von Dynamo Dresden (2019)

Nach Ablauf seines Vertrags im Sommer 2016 schloss er sich dem englischen Zweitligisten Huddersfield Town an und konnte mit dem Verein am Saisonende in die Premier League aufsteigen. Sein erstes Tor in England erzielte er am 4. Spieltag beim 2:1-Sieg über den FC Barnsley. Auch bei den Engländern war der Deutsche die erste Wahl in der Abwehr, in 101 Ligaspielen trug er das blau-weiße Dress.
Nachdem Huddersfield nach der Saison 2018/19 wieder in die Zweitklassigkeit abgerutscht war, wechselte Löwe zurück nach Deutschland und unterschrieb im Mai 2019 einen Dreijahresvertrag bei Dynamo Dresden. Als Stammspieler kam der Sachse zunächst im linken Mittelfeld zum Einsatz, wurde dann aber nach dem Trainerwechsel zu Markus Kauczinski von diesem in der Rückrunde in die Abwehr verschoben. Mit Dynamo spielte Löwe ab Herbst gegen den Abstieg, am 33. Spieltag wurde er nach einer Tätlichkeit mit Rot vom Platz gestellt und verpasste das Saisonfinale.
Nach dem Auslaufen des Vertrags in Dresden trainierte Löwe bei seinem früheren Verein Chemnitzer FC mit. Dort erhielt er Anfang September 2022 einen bis 2024 geltenden Vertrag. Im März 2024 beendete Löwe in Chemnitz seine Karriere.

## Nach der Karriere
Im August 2024 übernahm Löwe beim Regionalligisten Chemnitzer FC die Position des Sportdirektors.

## Privates
Vier Wochen nach seiner Vertragsunterzeichnung beim BVB heiratete Löwe am 11. Juni 2011 in seiner Geburtsstadt Plauen seine Verlobte.

## Titel und Erfolge
Chemnitzer FC
- Meister in der A-Jugend Regionalliga Nordost: 2006
- A-Jugend Sachsenpokalsieger: 2007
- Sachsenpokalsieger: 2010
- Meister der Regionalliga Nord: 2011

Borussia Dortmund
- Deutscher Meister: 2012
- DFB-Pokal-Sieger: 2012

Huddersfield Town
- Aufstieg Premier League: 2017